# Benchmark (turismo)

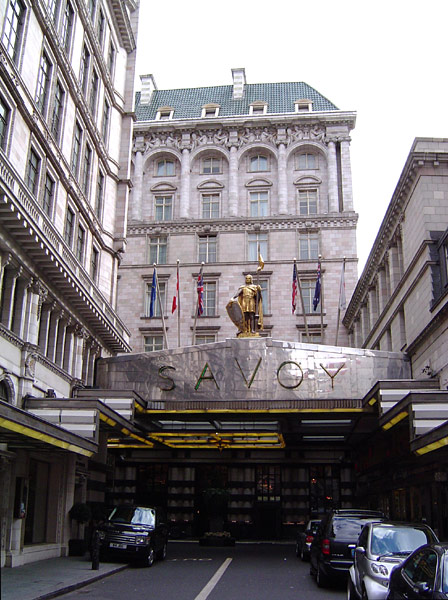
Savoy Hotel, Londra, Inghilterra

Il Benchmarking è una tecnica di analisi economica che nel campo del turismo permette di conoscere tariffe e condizioni di vendita dei concorrenti ed è uno strumento molto utile al fine di assicurare una certa competitività all'interno del mercato. Per questo motivo è necessario conoscere e analizzare le strategie della concorrenza.

## Perché il Benchmarking turistico
Il settore del turismo negli ultimi anni ha subito profondi ed inaspettati mutamenti della domanda dovuti, tra le altre cause, all'andamento negativo dell'economia che ha accentuato il fenomeno della prenotazione last minute a prezzi ridotti. 
Gli operatori, per restare sul mercato e gestire con efficacia le proprie imprese, hanno bisogno di nuovi strumenti che permettano loro di limitare i margini di incertezza in termini di occupazione delle strutture e delle politiche tariffarie.
Gli strumenti di rilevazione che essi hanno a disposizione sono inadeguati in quanto basati esclusivamente sulle rilevazioni statistiche delle presenze degli ospiti nelle strutture ricettive, peraltro divulgate con molti mesi di ritardo rispetto alla loro produzione.

## Esigenze di benchmarking turistico
La creazione di specifici indicatori della redditività permette di:
- conoscere l'andamento reale del mercato turistico;
- avere un riscontro immediato attraverso un sistema di monitoraggio che consente di misurare l'efficacia delle azioni promozionali introdotte;
- fare un confronto sulle diverse dinamiche in atto per tipologie turistiche e localizzazioni;
- analizzare l'andamento dei prezzi e dell'occupazione rispetto alle altre destinazioni nazionali ed internazionali;
- elaborare strategie di vendita efficaci anche per i periodi di bassa stagione;
- proattività per l'andamento delle prenotazioni.

## Vantaggi per l'albergatore
L'albergatore, seguendo un processo di benchmarking turistico, potrà conoscere come si posiziona il proprio hotel rispetto ai suoi concorrenti, individuando i loro punti di forza e sfruttandoli a vantaggio della propria struttura.